# Облако в штанах
«О́блако в штана́х» — поэма Владимира Владимировича Маяковского, написанная им между 1914 и 1915 годами.

## История издания
Владимир Владимирович Маяковский начал работать над поэмой в первой половине 1914 года, о чём свидетельствует он сам в автобиографии «Я сам»: «Начало 14-го года. Чувствую мастерство. Могу овладеть темой. Вплотную. Ставлю вопрос о теме. О революционной. Думаю над „Облаком в штанах“». По свидетельству друзей Владимира Маяковского, на написание первой главы поэмы поэта вдохновил романтический эпизод во время поездки футуристов по России. В Одессе, где они выступали с 16 по 19 января 1914 года, он знакомится с красавицей, молодой художницей и скульптором Марией Денисовой, в которую влюбляется. Несмотря на симпатию к поэту, девушка отказалась вступать с ним в близкие отношения. Работа над поэмой была завершена в июле 1915 года в Куоккале (ныне — Репино под Санкт-Петербургом).
Изначально она называлась «Тринадцатый апостол», но по требованию царской цензуры название было изменено поэтом на «Облако в штанах». Отрывки из пролога и 4-й части произведения были опубликованы в сборнике «Стрелец» ещё в феврале 1915 года. Несколько строф из 2-й и 3-й частей цитировались автором в своей статье «О разных Маяковских», опубликованной в «Журнале журналов» в августе 1915 года. В обоих случаях поэма была названа Владимиром Маяковским «трагедией». После, в отдельном издании он дал ей подзаголовок «тетраптих», указав на то, что композиционно она состоит из четырёх частей.
Первое издание поэмы, с огромным количеством цензурных купюр, было выпущено Осипом Бриком в сентябре 1915 года. В 1916 году она была перепечатана издательством «Парус» в сборнике «Простое как мычание» также со значительным числом цензурных изъятий. После Февральской революции в России журнал «Новый сатирикон» в марте 1917 года опубликовал не пропущенные ранее цензурой отрывки поэмы под заглавием автора «Восстанавливаю».
Впервые полностью поэма «Облако в штанах» была издана в начале 1918 года в Москве издательством «АСИС» («Ассоциация социалистического искусства»).

## Структура
В предисловии к первому полному изданию поэмы в 1918 году Владимир Маяковский написал: «„Облако в штанах“ (первое имя „Тринадцатый апостол“ зачеркнуто цензурой. Не восстанавливаю. Свыкся) считаю катехизисом сегодняшнего искусства; „Долой вашу любовь“, „долой ваше искусство“, „долой ваш строй“, „долой вашу религию“ — четыре крика четырёх частей». Поэма имеет маленькое вступление.

## Критика
Большую оригинальность поэме придаёт её метафорическая насыщенность, в неё чуть ли не каждая строка метафорична. Примером материализованной метафоры может служить строка «пожар сердца» поэта, который тушат пожарные…
— Муратова Ксения Дмитриевна

В «Облаке…» видна одна из главных особенностей мышления Маяковского: способность к мощным ассоциативным стяжениям весьма далёких друг от друга тем, образов, сюжетов. Что общего между Северянином, Бисмарком и «тушами лабазников»? Какое отношение они имеют к страдающему отвергнутому любовнику?..
— Бавин Сергей Павлович

Богохульство, агрессивная лексика, уличная грубость и нарочитый антиэстетизм выявляют… бунтарскую стихию поэмы. И хотя Маяковский, богохульствуя, возвышает человека, но стихия захлёстывает его.
— Михайлов Александр Алексеевич